# Merrifieldia
Merrifieldia is een geslacht van vlinders van de familie vedermotten (Pterophoridae).

## Soorten
- M. baliodactylus - Marjoleinvedermot (Zeller, 1841)
- M. bystropogonis (Walsingham, 1908)
- M. calcarius (Lederer, 1870)
- M. chordodactylus (Staudinger, 1859)
- M. hedemanni (Rebel, 1896)
- M. improvisa Arenberger, 2001
- M. innae Kovtunovich & Ustjuzhanin, 2011
- M. leucodactyla (Denis & Schiffermüller, 1775)
- M. lonnvei Gielis, 2011
- M. malacodactylus (Zeller, 1847)
- M. particiliata (Walsingham, 1908)
- M. semiodactylus (Mann, 1855)
- M. tridactyla (Linnaeus, 1758)